# Чирянка жовтодзьоба
Чирянка жовтодзьоба (Anas flavirostris) — вид водоплавних птахів родини качкових (Anatidae). Поширений в Південній Америці.

## Поширення
Вд трапляється в Аргентині, на Фолклендських островах, у Чилі, Перу, Болівії, Уругваї та Бразилії. Він також зафіксований в Південній Джорджії, де вперше було зареєстровано його гніздування у 1971 році. Також птах спостерігався на острові Трістан-да-Кунья. Населяє прісноводні водно-болотні угіддя.

## Підвиди
Виділяють два підвиди:
- Anas flavirostris oxyptera (Meyen, 1834) — високогір'я Анд від центрального Перу до північного Чилі та Аргентини.
- Anas flavirostris flavirostris (Vieillot, 1816) — південна частина Південної Америки на північ до південної Бразилії та північної Аргентини. Також на Фолклендських островах.